# (35432) 1998 BG9
1998 بي جي 9 (ويعرف أيضًا باسم (35432) 1998 بي جي 9 وفق تسمية الكوكب الصغير) (بالإنجليزية: 1998 BG9)‏ هو كويكب ضمن حزام الكويكبات؛ وترتيبه 35432 من حيث الاكتشاف.
اكتُشف هذا الجُرم الفلكي بواسطة تعقب الأجرام القريبة من الأرض في 24 يناير 1998.

## وصلات خارجية
- (35432) 1998 BG9 في قاعدة بيانات مختبر الدفع النفاث لأجرام النظام الشمسي الصغيرة

- الاكتشاف · مخطط المدار ·  العناصر المدارية · المعلمات المادية

- (35432) 1998 BG9 على موقع ويكي سكاي: DSS2, SDSS, GALEX, IRAS, Hydrogen α, X-Ray, Astrophoto, Sky Map, Articles and images